# Constantino Ducas da Tessália
Constantino Ducas (em grego: Κωνσταντίνος Δούκας; romaniz.: Kōnstantínos Doúkas) foi um governante da Tessália de ca. 1289 até sua morte em 1303.

## Vida
Constantino era o segundo filho de João I Ducas (r. 1268–1289) da Tessália com sua esposa, que é conhecida apenas por seu nome monástico Hipomona ("Paciência"). Sucedeu seu pai em algum momento em ou antes de 1289 como governante da Tessália até sua morte em 1303. De ca. 1295 em diante portou o título de sebastocrator. No começo de seu reinado, como era menor de idade, permaneceu sob a regência de Ana Paleóloga Cantacuzena. Seu irmão mais novo Teodoro Ângelo foi seu co-regente até a morte dele em ca. 1299.
Sua esposa é desconhecida. Karl Hopf relatou que ela chamava-se Ana Evagionissa, e que teria vivido mais que seu esposo, morrendo em 1317. O casal teve ao menos uma criança, João II Ducas (r. 1303–1318), que sucedeu Constantino como governante da Tessália.